# Hermann Samson von Himmelstjerna
Hermann Samson von Himmelstjerna (före adlandet Samson), född 4 mars 1579 i Riga, död där 16 december 1643, var en svensk teolog och superintendent av balttyskt ursprung.

## Biografi
Hermann Samson var son till kommendanten i Riga Naëman Samson. Han studerade vid universiteten i Rostock och Wittenberg och var sedan verksam som präst i Riga till 1622, då han blev superintendent över Livland. Samson von Himmelstjerna var en av den livländska lutherska kyrkans organisatörer. Under sin studietid blev han starkt antikatolskt inriktad och under hela sitt liv bekämpade han kraftigt motreformationen och jesuiternas strävanden. Inte minst till följd därav kom han att intimt samarbeta med svenskarna, som 1621 erövrade Riga. Sedan han 1622 blivit superintendent, började under hans ledning det förfallna kyrkoväsendet i Livland att åter blomstra. Han blev även professor vid det 1631 inrättade gymnasiet i Riga. Samson von Himmelstjerna hade många motståndare, men genom mäktigt svenskt stöd, inte minst från Axel Oxenstierna, blev hans arbete framgångsrikt. han adlades 1640.

### Familj
Han gifte sig 24 juni 1609 med Helena Hartman, dotter till köpmannen Bruno Hartman i Riga. De fick tillsammans barnen kretsdomaren Herman von Samson, studenten Bruno von Samson (död 1651) vid Wittenbergs universitet, Elisabet von Samson som var gift med borgmästaren Melkior von Drejling, en son och fyra döttrar.